# Felix Gall
Felix Gall (ur. 27 lutego 1998 w Nußdorf-Debant) – austriacki kolarz szosowy.

## Osiągnięcia
Opracowano na podstawie:

2015
- 1. miejsce w mistrzostwach Austrii juniorów (start wspólny)
- 2. miejsce w mistrzostwach Austrii juniorów (jazda indywidualna na czas)
- 1. miejsce w mistrzostwach świata juniorów (start wspólny)

2016
- 1. miejsce w Trofeo Guido Dorigo
- 3. miejsce w Tour du Pays de Vaud

2018
- 1. miejsce w klasyfikacji młodzieżowej Tour de Savoie Mont-Blanc

2019
- 1. miejsce w Istarsko Proljeće
  - 1. miejsce na 1. etapie

2023
- 2. miejsce w Mercan’Tour Classic Alpes-Maritimes
- 1. miejsce na 4. etapie Tour de Suisse
- 8. miejsce w Tour de France
  - 1. miejsce na 17. etapie

## Rankingi
| Rok             | 2017  | 2018  | 2019  | 2020  | 2021  | 2022 | 2023 | 2024 |
| --------------- | ----- | ----- | ----- | ----- | ----- | ---- | ---- | ---- |
| World Ranking   | 2723. | 1006. | 1157. | 2188. | 1031. | 290. | 33.  | 110. |
| UCI Europe Tour | 1699. | 624.  | 816.  | 1585. | 766.  | 232. | 30.  | 89.  |
|                 |       |       |       |       |       |      |      |      |
| Źródło: UCI     |       |       |       |       |       |      |      |      |